# Vittorio Sereni
Vittorio Sereni (Luino, 27 de julho de 1913 — Milão, 10 de fevereiro de 1983) foi um poeta, critico literàrio e tradutor italiano, ligado à terceira geração dos "poetas da Linha Lombarda".

## Biografia
Nasceu na Lombardia, em 1913, em Luino, próximo ao Lago Maggiore, região fronteiriça entre Itália e Suiça. Devido a uma sua condição de saúde, fará os estudos de primeiro grau em casa. Já o seu ginnasio ele fará no Arnaldo di Brescia, um Liceo prestigiádo, onde desenvolverá o interesse por poesia, e de onde sairá em 1932 . 
Após o Liceo, Sereni se muda com a família para Milão, onde ele cursará letras na Universidade do Estado. Em Milão ele fará contato e frequentará o círculo literário de Luciano Anceschi . 
Entre 1937 e 1939 dará aulas como professor suplente em várias escolas de Milão, e em 1940 casa-se com Maria Luisa .
Em 1939 é aprovado em concurso de professor de latim e história para o Liceo de Modena, cargo que ele pouco exerceu pois foi logo convocado neste período para o serviço militar, na condição de subtenente de infantaria para posto no fronte francês. Durante período de férias em 1941 Vittório Sereni publicou o seu primeiro livro, Frontiera (Milão: edizione Corrente). Em outubro de 1941 é convocado novamente para servir na Guerra e passará em um lento trânsito por vários postos militares (Bolonha, Atenas, Sicília), até chegar ao fronte líbio-egipcio, onde será feito prisioneiro e passará 2 anos em campos de prisioneiros entre Argélia e Marrocos. Retornará a Itália em julho de 1945.  Publicou a respeito disso posteriormente o livro Diario d’Algeria (Vallecchi, 1947). Segundo Giuliano Manacorda, “La guerra è un shock violentissimo per Sereni, che non può lasciarlo indiferente (intendiamo poeticamente parlando), ma d’altra parte non determina in lui il salto dall’ermetismo al realismo, la sconfessione di una poetica nela quale si era cosí genuinamente riconoscioto”. 
Após a guerra e de volta a Itália Vittorio Sereni lecionará, sendo reincorporado ao seu cargo de professor de Liceo. Estabelecido em Milão, ele passará a compor o circulo literário renovado da cidade, onde fará novos amigos (Umberto Saba, Giansiro Ferrata, Sergio Solmi, Nelo Risi, Fabio Carpi, Aldo Borlenghi, Giuseppe Ungaretti), período também no qual ele se dedica ao trabalho de tradutor do francês, traduzindo obras dos autores Apollinaire, Char, Valery; e do inglês, traduzindo os autores Ezra Pound, Julien Green, William Carlos Williams.
Em 1952 Vittorio Sereni muda de profissão para assumir um cargo de diretoria de imprensa e publicidade na Pirelli, onde dirigirá as seções de arte da revista da empresa. Entre 1954-1955 dirigirá a revista Quaderni di poesia, da editora Edizioni della Meridiana. Em 1958 passa a trabalhar na editora Mondadori como “diretor literário”, cargo onde ficará até a sua aposentadoria, em 1975 . Segundo Enrico Testa a respeito da integração de intelectuais como Vittorio Sereni na indústria  cultural, entre 1950 e 1960 o rápido desenvolvimento da comunicação e indústria cultural direcionada para as massas geram postos de trabalhos que atraem intelectuais, poetas, e professores,  profissionais comumente desajustados aos "princípios econômicos da indústria". Este é o cenário histórico em que o poeta e professor Vittorio Sereni se transforma em editor, profissão pela qual se aposentará.
Escritor de gêneros variados, a obra de Vittorio Sereni contempla da poesia, contos, narrativas de memórias e crítica e ensaios sobre pintura. Durante a sua vida, contribuiu para várias revistas: Il Politecnico, Costume, Poesia, Milano Sera, L'uomo, Mezzogiornio, Il Verri, Aut Aut, PAragone, Il Menabò, La Rasegna d'Italia.
Vittorio Sereni escreveu quatro livros: Frontiera (1° versão: 1941; 2° versão 1966); Diario d’Argelia (1947); Gli strumenti umani (1965); Stelle variabile (1982), este de publicação póstuma.
Morre de aneurisma, em 10 de fevereiro de 1983. Foi sepultado no tumulo da família, em Luino. 

## Obras
- Frontiera (1941)
- Diario d'Algeria (1947)
- Una polvere d'anni di Milano, Maestri, Milà (1954)
- Non sanno d'essere morti, San Rafael (1955)
- Frammenti di una sconfitta-Diario bolognese, Scheiwiller, Milão (1957)
- Gli strumenti umani (1965)
- Dodici poesie, Sommaruga, Verona (1966, com uma água-forte de Pio Semenghini, 125 exemplares)
- Un posto in vaccanza (1971)
- Addio Lugano bella, Edizioni dell'Upupa, Firenze (1971, com seis serigrafias d'Ernesto Treccani)
- Sei poesie, Galleria L'incontro, Milano (1972)
- Rapsodia breve (com introduçãode Lento Goffi), Il Farfengo, Brescia 1979